# Малі Фільварки (місцевість)
Фільварки Малі — давнє підміське село (передмістя) Бродів.

## Історія
Вперше поселення згадується в документах, датованих початком XVII століття. Назва походить від фільварків — господарств місцевих мешканців. Додатки Малі вказували на розмір самих передмість. В минулому Фільварки творили окремі громади із своїми органами управління. Малі Фільварки — північно-західна частина міста.
Розпорядженням міністра внутрішніх справ Польщі від 14 жовтня 1933 року сільські ґміни Старі Броди, Фільварки Великі, Фільварки Малі та Смільне Бродського повіту було включено до складу міської ґміни Броди.
18 липня 1946 року Указом Президії Верховної Ради Української РСР «Про збереження історичних найменувань та уточнення і впорядкування існуючих назв сільських Рад і населених пунктів Львівської області» підміське село Фільварки Малі було перейменовано на Малосілку, а Фільварко-Малівську сільську Раду — на Малосілківську.. Малосільська сільська рада була ліквідована Указом Президії Верховної Ради Української РСР від 27 червня 1969 року, а село Малосілка приєднано до міста Броди. Про колишню назву цього села нагадує назва вулиці — Малі Фільварки.

## Сакральні споруди
- Капличка Митрополита Андрея Шептицького, споруджена упродовж 2012—2020 років на розі вулиць Андрея Шептицького та Конюшківської, за проєктом Володимира Дідика. Належить УГКЦ[6].

## Відомі люди
- Юліян Вассиян (1894—1953) — діяч українського націоналістичного руху, філософ, публіцист[7].